# Instituto de Historia del Arte Argentino y Americano
El Instituto de Historia del Arte Argentino y Americano (IHAAA) es una unidad de investigación perteneciente a la Facultad de Artes de la Universidad Nacional de La Plata. Fue creado en 1975 por Ángel Osvaldo Nessi, Fernando Moliné y Jorge López Anaya.

## Historia
La historia del arte fue un campo disciplinar que se fue desarrollando en la Facultad de Artes desde comienzos del siglo XX de forma paulatina. De esta forma, el 23 de julio de 1975, la Facultad de Artes de la Universidad Nacional de La Plata creó el Instituto de Historia del Arte Argentino y Americano mediante la resolución N° 92/75. Los miembros fundadores fueron Ángel Osvaldo Nessi, Fernando Moliné y Jorge López Anaya. El primero de ellos asumió la dirección del nuevo instituto y se sumó más de una decena de profesores como miembros titulares y adjuntos.
La creación del IHAA fue oportuna y estratégica, ya que en ese momento no existían, en el ámbito de la Universidad, espacios para la realización y dirección de investigaciones sobre historia del arte, ni canales para la publicación, las conferencias o la realización de seminarios.
Con el objetivo de promover la investigación y la publicación en el campo de la estética y la historia del arte argentino y americano, el instituto rápidamente comenzó a desarrollar investigaciones y crear un centro de documentación cuyos fondos posteriormente se perdieron. En 1975, mediante el impulso de Nessi, el IHAAA comenzó a publicar el Boletín de Arte, una publicación periódica con artículos originales de carácter interpretativo, teórico, descriptivo y documental. El Boletín se publicó ininterrumpidamente hasta 1986 y actualmente sigue activo.
Entre 1975 y 1986, durante la dirección de Nessi, el IHAA se consolidó en el campo de la historia del arte platense dictando seminarios, conferencias y asistencias técnicas a entidades de la ciudad de La Plata.
En 1986 Nessi, luego de la jubilación de Nessi, asume como director interino Ernesto Castillo. 
En 1992 se designa en ese cargo a Alfredo Benavídez Bedoya. En esos años, el IHAAA formó parte de la División de Materias Interdepartamentales de la Facultad. En este contexto, interactuaba con cátedras de la facultad, como Historia de las Artes Visuales I-III. Se incorporan nuevos profesores del campo de la historia del arte y también del incipiente campo de la investigación en lenguaje visual. Además, se le asigna un espacio físico.
La gestión de Benavídez Bedoya se extendió hasta 1996, cuando este renunció al cargo. En el período, el IHAAA realizó una muestra de Grabado Social y Político que, luego de exponerse en el Museo de Arte Moderno de Buenos Aires y el Museo Provincial de Bellas Artes, se mantuvo itinerante por la Provincia de Buenos Aires entre 1992 y 1994. Además, se comenzó a editar nuevamente el Boletín de Arte.
Luego de la renuncia de Benavídez Bedoya, asume de forma interina y sin nombramiento María de los Ángeles de Rueda, hasta el año 1999.  Durante esos años, el Boletín de Arte dejó de publicarse por falta de presupuesto, sin embargo, se realizaron seminarios, cursos y asesorías.
Desde el año 2000, el IHAA funciona como lugar de trabajo de docentes, investigadores y becarios de organismos como el CONICET o la Universidad Nacional de La Plata. No obstante, entre este año y 2005 el Instituto atraviesa un periodo asistemático en relación a sus actividades.
A partir de 2003, el Instituto organiza las Jornadas de Investigación de Arte Argentino, que reúne docentes e investigadores de diversas instituciones.
En 2005 docentes e investigadores presentan una propuesta de reglamento para la reapertura del IHAAA. Luego de la aprobación por parte de la Facultad, asume nuevamente como directora interina María de los Ángeles de Rueda, hasta 2014. En 2010, el Boletín comienza a editarse en formato digital.
Entre 2014 y 2019, la dirección y subdirección del Instituto estuvo a cargo de María Cristina Fukelman y Graciela di María.
En 2019, asumen Gustavo Radice y Marcela Andruchow como director y subdirectora, respectivamente. Además, se formaliza dentro del instituto una biblioteca y Archivo y Centro de Documentación.
| Director                      | Período   |
| ----------------------------- | --------- |
| Ángel Osvaldo Nessi           | 1975-1986 |
| Ernesto Castillo              | 1986-1992 |
| Alfredo Benavídez Bedoya      | 1992-1996 |
| María de los Ángeles de Rueda | 1996-2014 |
| María Cristina Fukelman       | 2014-2019 |
| Gustavo Radice                | 2019-     |

## Archivo y Centro de Documentación del IHAAA (AyCDIHAAA)
El Archivo y Centro de Documentación del IHAAA (AyCDIHAAA) fue creado en 2019 a través de la resolución N° 375 del Consejo Directivo de la Facultad de Artes (FDA) de la Universidad Nacional de La Plata.
El fundamento de su creación fue la necesidad de formalizar un espacio ya existente para un mejor funcionamiento.
Sus antecedentes están vinculados a proyectos de investigación y documentación que, hacia finales de 2014, desarrollaron estrategias para el ordenamiento, catalogación y sistematización del acervo patrimonial del IHAAA. En 2018 se inició un proceso orientado a la conservación preventiva y curativa de los documentos.
En 2024, las tareas del AyCDIHAAA se centran en la identificación, descripción y carga de datos y metadatos sobre los fondos en el sistema AToM, promoviendo el acceso público al patrimonio documental del instituto.
El AyCDIHAAA forma parte de la Red de Archivos de la Universidad Nacional de La Plata.

### Fondos y colecciones
Sus fondos y colecciones tienen origen en el patrimonio documental del IHAAA, que fue ingresando de manera asistemática a lo largo de la historia del instituto. Las donaciones, de las cuales se conservan solo algunos registros, provienen mayoritariamente de docentes e investigadores de la Facultad de Artes. Se trata principalmente de bibliotecas particulares, publicaciones periódicas y artículos y material documental de investigación. El AyCDIHAAA se encarga de sistematizar estos últimos materiales, que reúnen documentos desde 1939 hasta la actualidad.
En 2024, el acervo del AyCDIHAAA cuenta con dos fondos personales que se encuentran en período de sistematización: el Fondo María de los Ángeles de Rueda (FP-MDAR) y el Fondo Ángel Osvaldo Nessi (FP-AON). El primero fue donado por la ex directora del IHAAA y se constituye por documentación sobre el Grupo Escombros, un colectivo de artistas platenses. El segundo fondo fue donado por la familia de Nessi y por Juan Cruz Pedroni. Tiene documentos del archivo personal del fundador del IHAAA.